# Amor a primera visa
Amor a primera visa (en inglés Pulling strings) es una película mexicana de comedia estrenada en 2013, dirigida por Pedro Pablo Ibarra. Está protagonizada por Jaime Camil, Laura Ramsey y Omar Chaparro.

## Trama
Rachel es una mujer inteligente y moderna, en constante movimiento. Principalmente en su carrera como cónsul diplomático de la embajada de EE. UU., actualmente trabaja en la Ciudad de México y se dispone a salir para Londres, sin embargo el mundo de Rachel se vuelca en la víspera de su propia fiesta de despedida cuando se emborracha y se desmaya en la calle. Rescatada por Alejandro, un cantante de mariachi guapo y padre soltero, Rachel se despierta en su apartamento sin ningún recuerdo de cómo llegó allí. Tampoco le recuerda que ella rechazó su visa el día anterior, lo que él necesita desesperadamente para su hija. Un romance inesperado florece entre los dos, pero chispas y puños volarán después de que ella descubra su secreto.

## Reparto
- Jaime Camil como Alejandro
- Laura Ramsey como Rachel
- Omar Chaparro como Canicas
- Tom Arnold como Art
- Stockard Channing como Virginia
- Aurora Papile como Carol
- Roberto Sosa como Hapi
- Renata Ybarra como Maria
- Jorge Zárate como Cosme
- Emilio Guerrero como don Gus
- Juan Pablo Gil como Manolo
- Luis Fernando Peña como Max
- Fernando Becerril
- Carlos Macias como Neron
- Luisa Huertas
- Mariachi Juvenil de Tecalitlán como banda de mariachi de Alejandro
- María del Carmen Farias como directora de escuela
- Itzel Puentes como fans
- Alejandra Gollas como maestra de inglés

## Canciones
- "Deja que salga la luna"
Autor: José Alfredo Jiménez
Interprete: Jaime Camil

- "Que manera de perder"
Autor: Cuco Sánchez (Jose del Refugio (Cuco) Sanchez)
Interprete: Omar Chaparro

- "La Negra"
Autor: Rubén Fuentes y Silvestre Vargas

- "Sabes una cosa"
Autor: Rubén Fuentes y Manuel Lozano
Interprete: Jaime Camil

- "La Bikina"
Autor: Rubén Fuentes
Interprete: Jaime Camil

- "La Bamba"
Autor: P.D.
Interprete: Arcadia y el Grupo Colibri

- "Troika"
Autor: Víctor Hugo Reyes Zarate
Interprete: Salón Victoria

- "Mi negra"
Autor: Michi Sarmiento y Anibal Velasquez
Interprete: Ondatrópica

- "Locomotora borracha"
Autor: Mario Galeano
Interprete: Ondatrópica

- "Caminando por la vida"
Autor: Mario Galeano
Interprete: Ondatrópica